# Юрков, Дмитрий Григорьевич
Дми́трий Григо́рьевич Юрко́в (21 октября [3 ноября] 1914 года — 26 сентября 1966 года) — советский офицер, Герой Советского Союза, участник Великой Отечественной войны в должности командира взвода 241-го стрелкового полка 95-й стрелковой дивизии 21-й армии Западного фронта.

## Биография
Родился 3 ноября (21 октября — по старому стилю) 1914 года в деревне Дубовое Тульской губернии (ныне не существует, территория муниципального образования Шахтёрское Узловского района Тульской области). Русский. В 1931 году окончил 7 классов школы. В 1931—1934 годах работал колхозником и председателем колхоза «3-я пятилетка» в родной деревне. В 1934—1936 годах служил в армии.
В 1939 году окончил 3 курса Тульского строительного техникума. В 1939—1941 годах работал десятником-строителем треста жилищного строительства в городе Богородицк (Тульская область).
В армии с июня 1941 года. Служил красноармейцем в тыловом стрелковом полку.
Участник Великой Отечественной войны: в декабре 1941 — январе 1942 — красноармеец 85-й сапёрной роты 10-й армии (Западный фронт). Участвовал в Московской битве. 7 января 1942 года был ранен в правую ногу и до марта 1942 года находился на излечении в тульском госпитале.
В октябре 1942 года окончил ускоренный курс Московского пехотного училища имени Верховного Совета РСФСР. Служил командиром взвода 361-го запасного стрелкового полка (в Московском военном округе).
В июле-ноябре 1943 — командир взвода и командир роты 241-го стрелкового полка (Западный фронт). Участвовал в Смоленской операции и боях на оршанском направлении. 19 ноября 1943 года был ранен в голову и контужен, до февраля 1944 года находился в московском госпитале.
Особо отличился в ходе Смоленской операции. 28 августа 1943 года при прорыве сильно укреплённой полосы обороны противника у деревни Горки (ныне деревня Горы Нестеровского сельсовета Спас-Деменского района Калужской области) первым ворвался во вражеские траншеи. Когда осколком мины был раздроблен приклад его автомата, вырвал из рук подбежавшего немецкого офицера автомат и уничтожил 18 солдат и двух офицеров противника. 18 сентября 1943 года со своим взводом первым ворвался в деревню Болтутино (Глинковский район Смоленской области) и лично уничтожил 25 солдат врага и 3 станковых пулемёта. 22 сентября 1943 года с десятью бойцами в районе деревни Егорье (ныне не существует, территория Ленинского сельского поселения Починковского района Смоленской области) выбил из окопов немецкий взвод с четырьмя пулемётами и занял траншею. 24 сентября 1943 года во время отражения вражеской контратаки в районе деревни Барсуки (Починковский район Смоленской области) поднял бойцов в атаку, лично уничтожил из ручного пулемёта 40 гитлеровцев и ворвался в траншею противника.
За мужество и героизм, проявленные в боях, Указом Президиума Верховного Совета СССР от 3 июня 1944 года лейтенанту Юркову Дмитрию Григорьевичу присвоено звание Героя Советского Союза с вручением ордена Ленина и медали «Золотая Звезда».
В марте-июне 1944 года — старший инструктор Медынского районного военкомата (Калужская область). В июне 1944 — январе 1945 годов служил в 56-м запасном офицерском полку. В январе-сентябре 1945 года — помощник военного коменданта Сталинского района города Москвы, с сентября 1945 года — старший инструктор Киевского райвоенкомата города Москвы. С декабря 1945 года лейтенант Д. Г. Юрков — в запасе.
С 1946 года — председатель построечного комитета в Москве, в 1947—1948 годах — техник-строитель на Московском заводе автозапчастей, в 1948—1950 — инженер строительно-монтажного управления № 5 треста «Хладпромстрой». В августе-декабре 1950 года — прораб монтажного участка треста «Спецсельстрой», в 1950—1951 годах — прораб конторы гражданских сооружений треста «Промвентстрой», в мае-декабре 1951 года — старший прораб конторы «Мосотделстрой».
В январе-октябре 1952 года — главный инженер механической прачечной, в 1952—1953 годах — старший инженер строительства треста «Мосхладстрой». Затем работал в Центральном управлении строительства Академии наук СССР: старшим инженером строительства (1953—1955), старшим инженером (апрель-сентябрь 1955), инженером (1955—1956) и мастером строительных работ строительно-монтажного управления (апрель-август 1956).
В 1957—1958 годах — старший инженер района межрайонного бюро отдела капитального строительства в городе Подольске (Московская область). В 1960—1962 годах работал инженером по надзору за строительством Центральной торговой базы ДОСААФ, в 1963—1964 годах — кладовщиком на холодильном комбинате № 12 города Москвы.
Жил в Москве. Умер 24 сентября 1966 года.

## Награды
- Медаль «Золотая Звезда» (№ 3665) Героя Советского Союза;
- орден Ленина (№ 18561);
- медали.

## Память
Похоронен на Преображенском кладбище Москвы. На могиле установлен памятник.